# Estação Ferroviária de Poço do Bispo

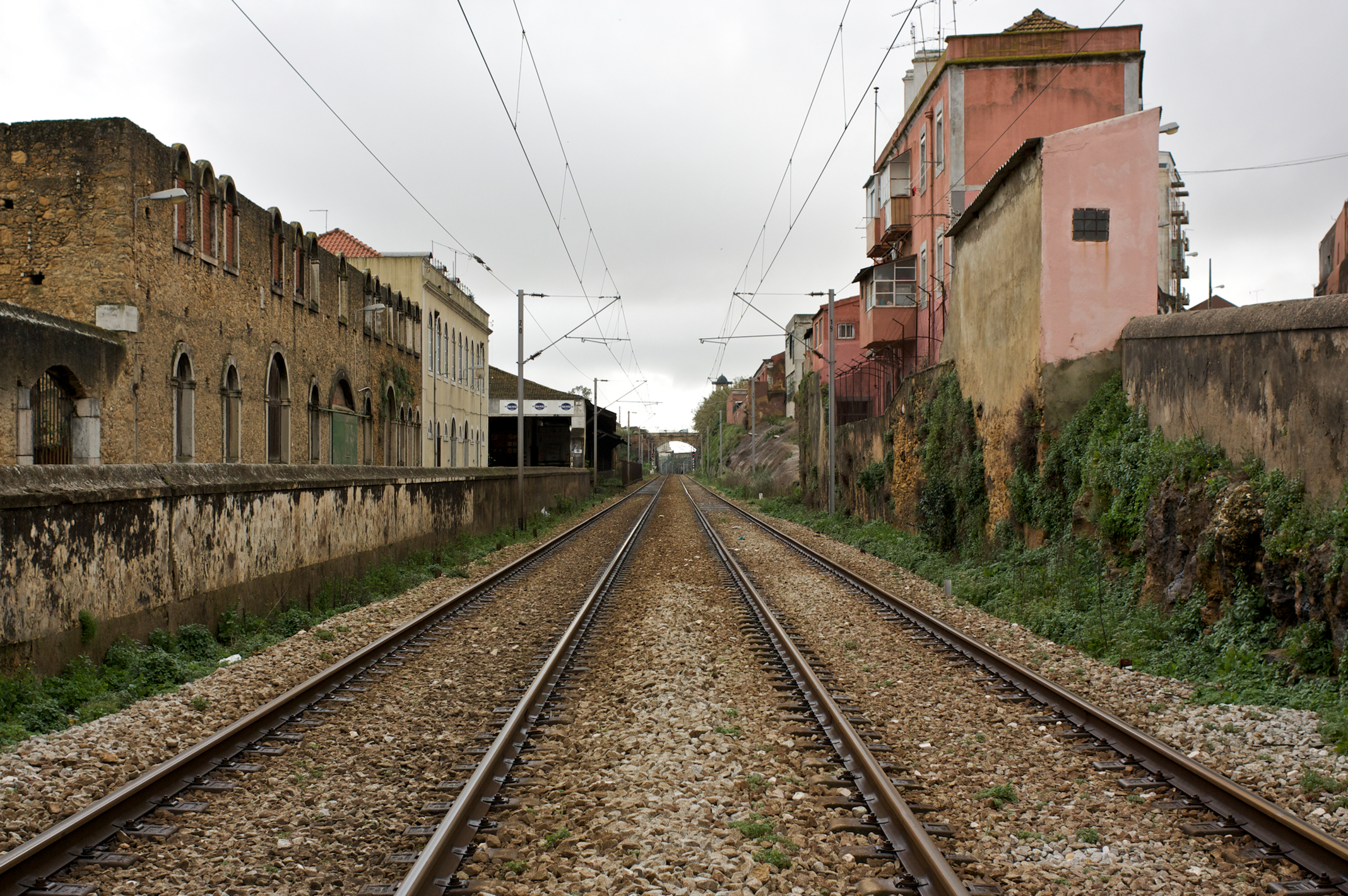
Local aproximado da Estação de Poço do Bispo, em foto de 2010.

A Estação Ferroviária de Poço do Bispo foi uma gare ferroviária  da Linha do Norte, que servia o Bairro do Poço do Bispo, no concelho de Lisboa, em Portugal.

## História

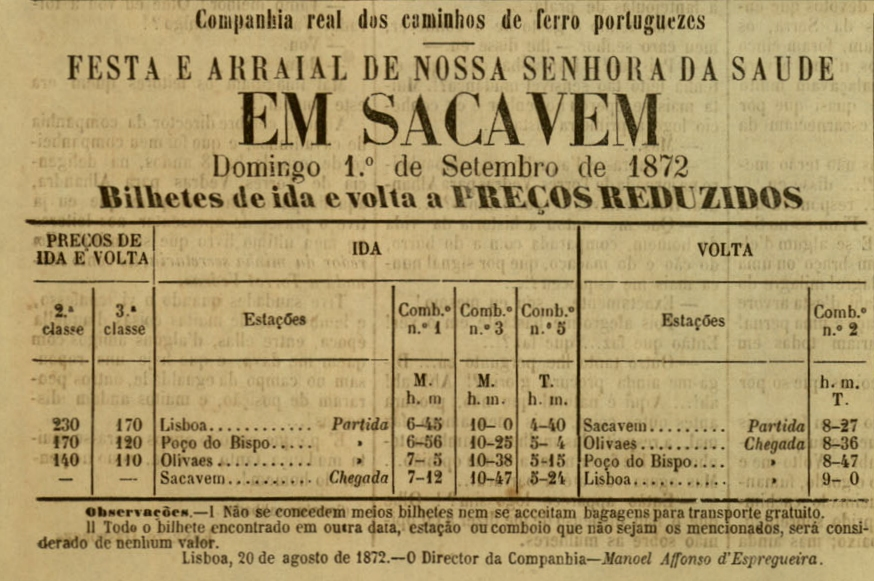
Anúncio de 1876 da Companhia Real, para bilhetes de ida e volta a preços especiais de várias estações, incluindo o Poço do Bispo, até Sacavém.

Na década de 1850, durante as obras para a instalação da via férrea entre Lisboa-Santa Apolónia e Carregado, regista-se que foi necessário fazer um aterro na área do Poço do Bispo, de forma a criar um terrapleno. Aquele lanço foi inaugurado em 28 de Outubro de 1856. Em 1857, a estação do Poço do Bispo fazia serviço de passageiros e bagagens em três classes. Em 21 de Abril de 1888, foi autorizada a duplicação da via férrea entre Poço do Bispo e o Entroncamento.